# Vincentite
La vincentite è un minerale.